# Parafia św. Mikołaja w Kośnej
Parafia św. Mikołaja – parafia prawosławna w Kośnej, w dekanacie Kleszczele diecezji warszawsko-bielskiej.
Na terenie parafii funkcjonuje 1 cerkiew:
- cerkiew św. Mikołaja w Kośnej – parafialna

## Historia
Pierwsze pisemne wzmianki o parafii prawosławnej w Kośnej pochodzą z 1560; zawarte zostały w rejestrze pomiaru włócznego Kleszczel. Można tam przeczytać o ...cerkwi pana Pawła Sapiehy Wojewody Nowogrodzkiego (...) [od] rzeczki Kosnoj na krzyż... i o duchownym Hrycz[u] pop[ie] Kosnienski[m]. Dokładny opis samej świątyni pochodzi z 1727, z zapisków wizyty generalnej: ...Cerkiew na gurze mała palem ogrodzona przestarzała Mieyscami tarcicami obito z kouła y Krzyżem żelaznym. Dach na Cerkwie gątowy stary Babiniec stary bez podłogi. Carskie Drzwi stolarskie staroświeckie (...) obrazów Moskiewskich pięć.... Cerkiew posiadała włókę gruntu na polach i 2 morgi posesji. Do parafii należały w tym czasie 2 wsie: Kośna i Pohreby. W 1740 w skład parafii weszła również wieś Dasze, w której powstał oddzielny cmentarz (...mogiłki Daszowskie...).
Po synodzie połockim (1839) parafia weszła w skład Rosyjskiego Kościoła Prawosławnego. W tym czasie liczyła 838 osób. W latach 50. XIX w. cerkiew parafialna nosiła wezwanie św. Józefa.
W latach 80. XIX w. w Kośnej zbudowano murowaną cerkiew, poświęconą 3 lutego 1889. W tym czasie parafia liczyła 1963 wiernych, zamieszkujących Kośną, Biełki, Dasze, Mołoczki, Pogreby, Śnieżki i Żuki. Na terenie parafii działało 6 szkół gramoty. W 1899 do parafii należało 2055 osób.
W 1900 parafia weszła w skład dekanatu kleszczelowskiego nowo powstałej eparchii grodzieńskiej i brzeskiej. W tym czasie do parafii przyłączono wieś Pietrowszczyznę, natomiast wsie Biełki i Śnieżki włączono do parafii w Sasinach. Na początku XX w. parafia prowadziła 4 szkoły: cerkiewno-parafialną w Daszach oraz 3 gramoty. Ziemi cerkiewnej było 77 dziesięcin. Działalność parafii została przerwana w czasie I wojny światowej, kiedy to większość ludności prawosławnej udała się w głąb Rosji.
Po odzyskaniu przez Polskę niepodległości i powrocie ludności z bieżeństwa władze nie wyraziły zgody na reaktywację parafii. W latach 20. XX w. wiernych przyłączono do parafii w Kleszczelach, a w 1936 w Kośnej utworzono parafię neounicką, której władze państwowe przekazały miejscową cerkiew. Parafia neounicka objęła teren dawnej parafii prawosławnej, z wyjątkiem wsi Pogreby (w której nikt nie przyjął neounii). Reaktywacja parafii prawosławnej w Kośnej nastąpiła w 1940.
Po II wojnie światowej parafię włączono do dekanatu bielskiego diecezji białostocko-bielskiej. Od 1951 parafia należy do dekanatu kleszczelowskiego diecezji warszawsko-bielskiej.
W 1988 oddano do użytku nowy dom parafialny. W latach 90. XX w. przeprowadzono remont cerkwi (wymieniono zewnętrzne tynki i pokrycie dachu).
Do parafii należą wsie: Kośna, Dasze, Mołoczki, Pogreby i Żuki. Parafia posiada dwa cmentarze: w Kośnej i Daszach. Ogólna powierzchnia gruntów cerkiewnych wynosi 10,68 ha.
Parafia liczy ok. 450 osób.

## Wykaz proboszczów

### Do czasów I wojny światowej
- 1560 – ks. Hrycz
- 1699 – ks. Laurenty Maliszewski
- 1727 – ks. Jan Pietrzykowski
- 1835–1847 – ks. Tadeusz Tarasiewicz
- 1847–1861 – ks. Dionizy Lewicki
- 1861–1899 – ks. Mikołaj Lewicki
- 1899–1902 – ks. Eugeniusz Lewicki
- 1902 – ks. Jan Kudrycki
- 1903–1912 – ks. Eugeniusz Kraskowski
- 1912–1915 – ks. Eugeniusz Marusow

### Po reaktywacji parafii prawosławnej
- 1941–1949 – ks. Eufimiusz Maksimczuk
- 1951–1952 – ks. Łukasz Janowicz
- 1952–1959 – ks. Jonasz Gołub
- 1959 – ks. Borys Domaracki
- 1959–1968 – ks. Włodzimierz Białomyzy
- 1969–1976 – ks. Leonidas Jankowski
- 1976–1977 – ks. Mikołaj Bańkowski
- 1977 – ks. Witalis Gawryluk
- 1977 – ks. Włodzimierz Kurpianowicz
- 1977–1982 – ks. Paweł Kononiuk
- 1982–1984 – ks. Mirosław Oreszczuk
- od 1984 – ks. Paweł Kononiuk